# Ranunculus cupreus
Ranunculus cupreus Boiss. & Heldr. – gatunek rośliny z rodziny jaskrowatych (Ranunculaceae Juss.). Występuje endemicznie na greckiej wyspie Krecie. 

## Morfologia
PokrójBylina dorastająca do 10–15 cm wysokości.
LiścieMają nerkowaty jajowaty kształt.
KwiatySą pojedyncze lub zebrane w pary. Mają żółto-czerwono-miedzianą barwę. Dorastają do 5–10 mm średnicy.
Gatunki podobneRoślina jest podobna do R. paludosus, ale osiąga mniejsze rozmiary. Ponadto liście odziomkowe sa głęboko wcięte, a kwiaty mają wewnątrz miedzianą barwę.

## Biologia i ekologia
Rośnie na terenach skalistych. Występuje na wysokości od 1200 do 1500 m n.p.m. Kwitnie od marca do kwietnia. Preferuje stanowiska w cieniu. Dobrze rośnie na żyznym i żwirowym podłożu.